# Camagna Monferrato
Camagna Monferrato és un municipi situat al territori de la província d'Alessandria, a la regió del Piemont, (Itàlia). Pertanyen al municipi les frazioni de Regione Bonina i Stramba.
Camagna Monferrato limita amb els municipis de Casale Monferrato, Conzano, Cuccaro Monferrato, Frassinello Monferrato, Lu, Rosignano Monferrato i Vignale Monferrato.

## Galeria

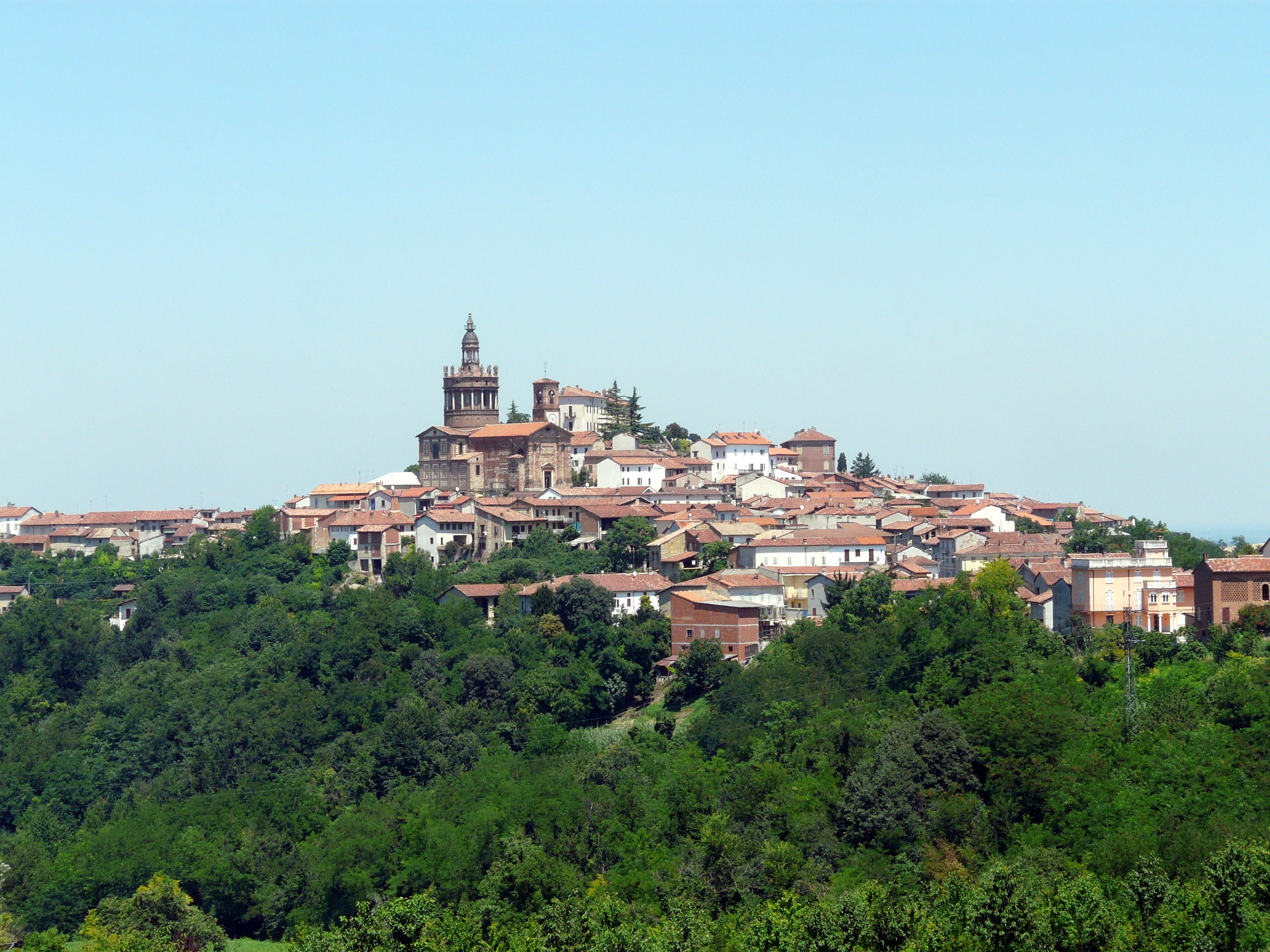
Vista del poble
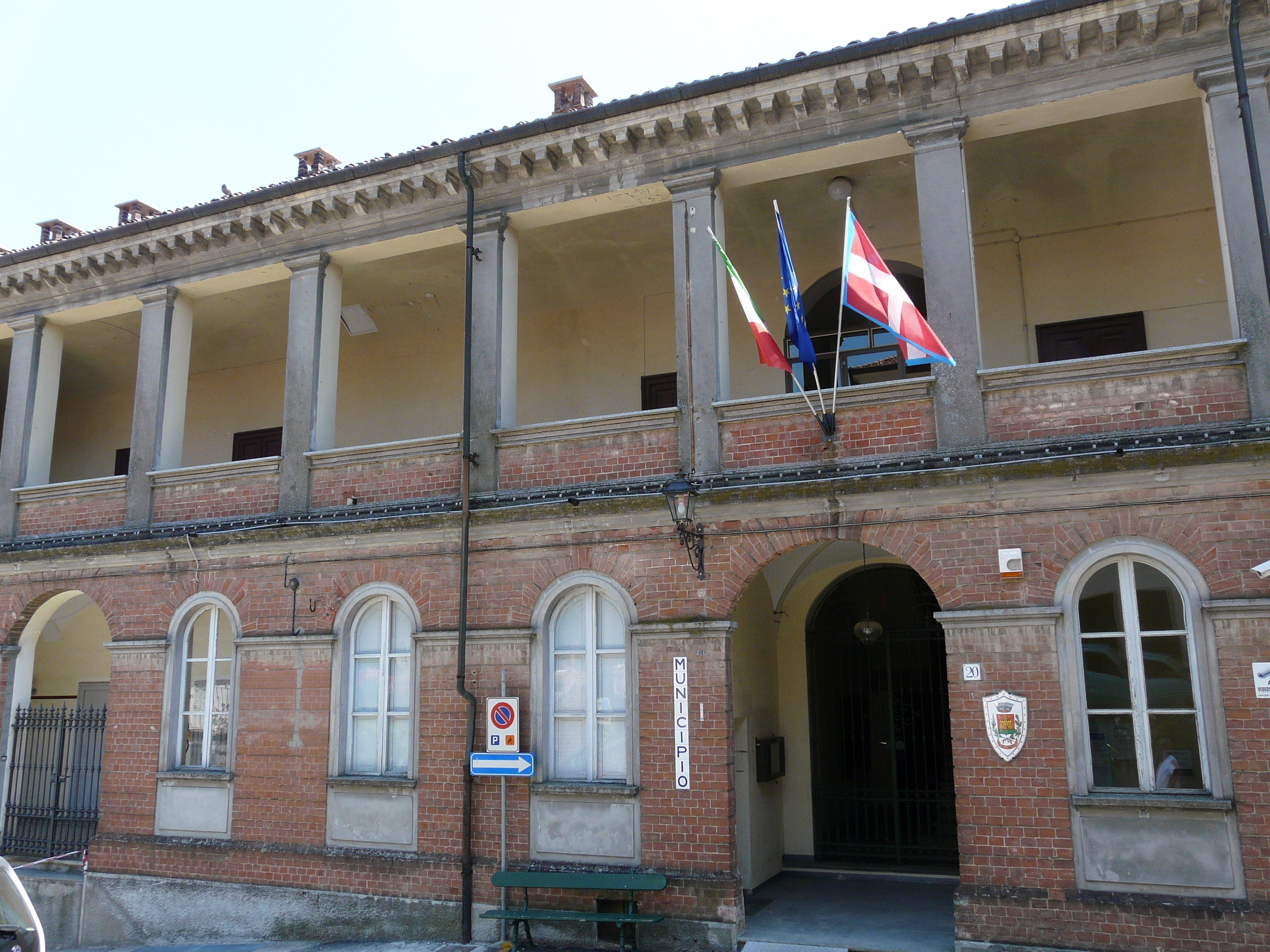
Ajuntament
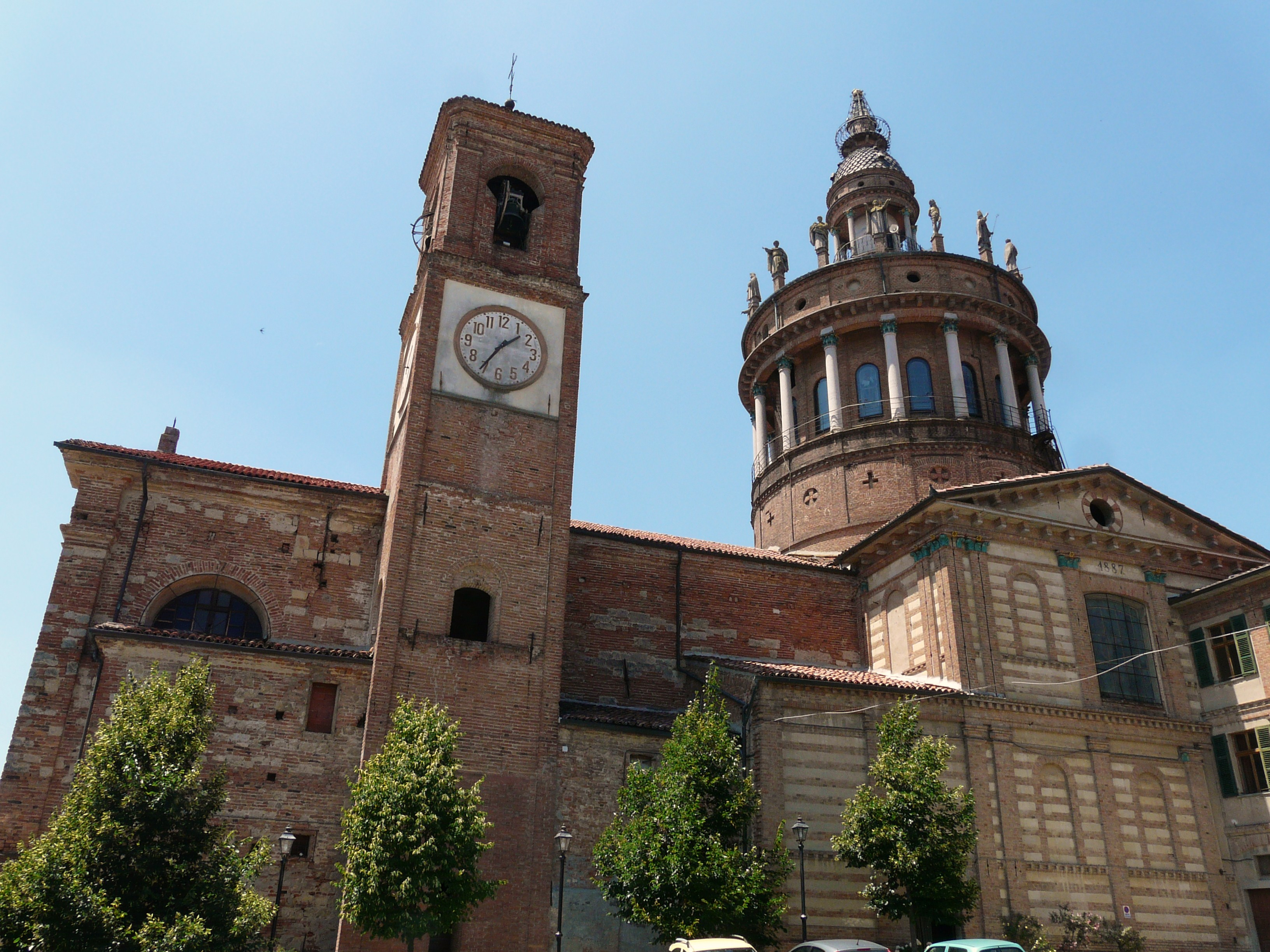
Església de Sant Eusebi
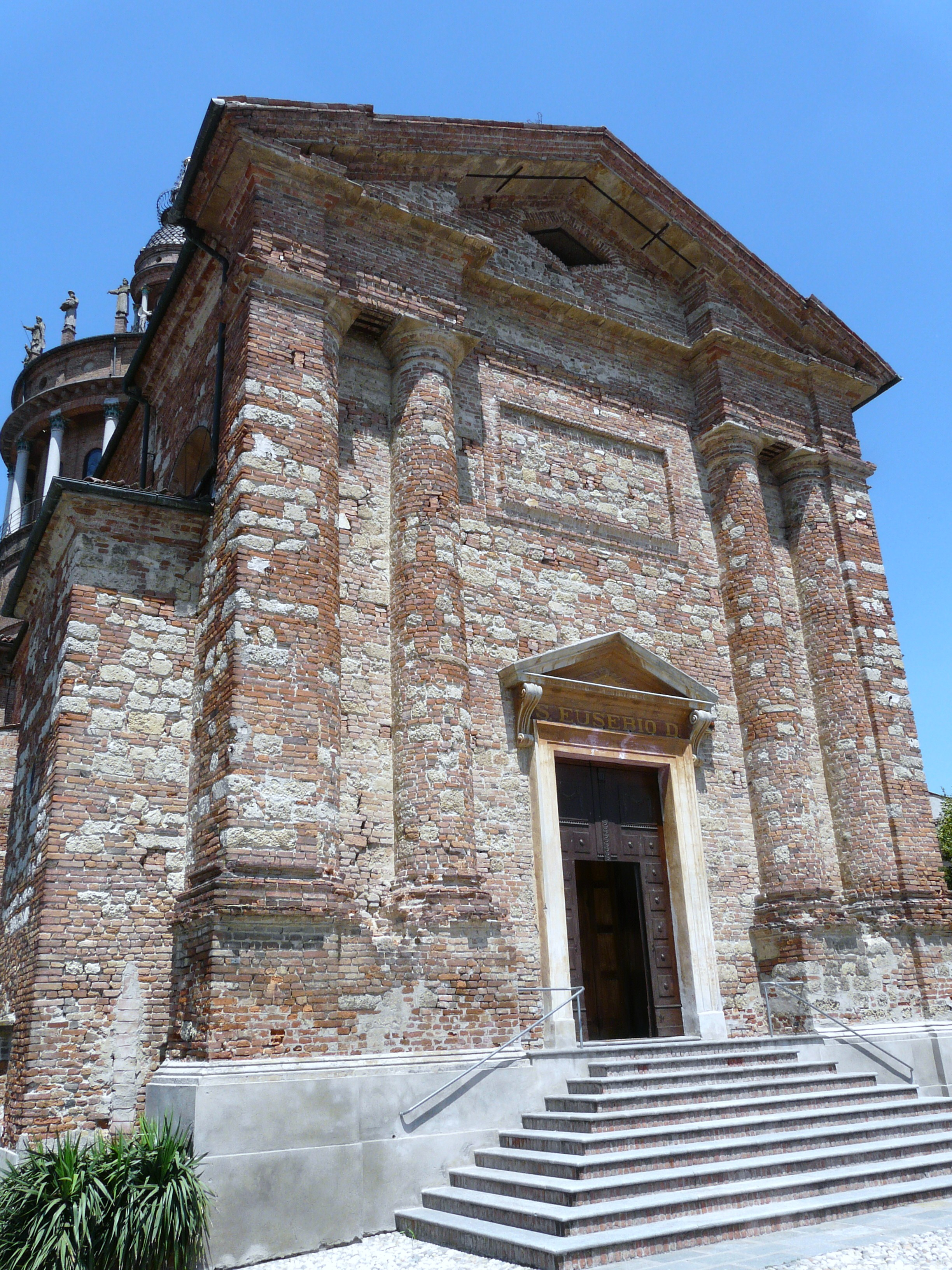
Façana de l'església de S.Eusebi